# デイヴィッド・オケレケ
デイヴィッド・チドジー・オケレケ（David Chidozie Okereke, 1997年8月29日 - ）は、ナイジェリア・ラゴス出身のサッカー選手。セリエA・トリノ所属。ポジションはフォワード。

## クラブ経歴

### スペツィア
2016年4月9日のノヴァーラ戦でプロデビューを果たした。

### クラブ・ブルッヘ
2019年7月9日、クラブ・ブルッヘと4年契約を結んだ。

#### ヴェネツィア
2021年8月12日、ヴェネツィアに買取オプション付きのレンタル移籍で加入した。

### クレモネーゼ
2022年7月28日、クレモネーゼに移籍した。

#### トリノ
2024年2月1日、トリノに買取オプション付きのレンタル移籍で加入した。

## タイトル
クラブ・ブルッヘ
- ベルギー・プロ・リーグ: 2019-20, 2020-21
- ベルギー・スーパーカップ: 2021